# Fonteno
Fonteno, Fonté [fontˈte] en dialecte de Bergame, est une commune italienne de 562 habitants en 2022, située dans la province de Bergame, en région Lombardie, au Nord de l'Italie.

## Géographie
Fonteno est située en versant gauche de la vallée de Fonteno, sur une terrasse naturelle surplombant le lac d'Iseo.
La vallée est parcourue par le torrent Zù, qui descend des hautes montagnes jusqu'à se jeter dans le lac.
Le territoire de la commune se situe entre 375 et 1 361 mètres d'altitude.

### Communes limitrophes
Adrara San Rocco, Endine Gaiano, Monasterolo del Castello, Parzanica, Riva di Solto, Solto Collina, Vigolo.

## Histoire
Le premier noyau habité est documenté en 1338 dans la zone de la « fontaine du coren », d'où dérive l'étymologie du nom de la commune.
Le 22 août 1944, il y eut un dur affrontement entre les forces nazies-fascistes et les partisans de la 53e brigade Garibaldi, dont on se souvient sous le nom de « Battaglia di Fonteno ».

## Culture
Les armoiries et la bannière ont été approuvées par le conseil municipal le 24 mars 1994 et accordées par décret du président de la République le 8 août de la même année.

« Verte, à la fontaine d'argent, formée par le bassin hexagonal, avec un bassin rond, plein d'eau, bleu, et par la colonne montante rectangulaire aux angles supérieurs crantés dans la barre et dans la bande, elle est munie du bec verseur , noir, versant de l'eau bleue dans le bassin; à la tête d'azur, chargé de deux étoiles , à cinq rayons, d'or. Ornements extérieurs de la commune. »

La fontaine Córen est représentée sur le bouclier, autour de laquelle le premier noyau de maisons de Fonteno s'est développé et a donné le nom de la ville. Le champ vert rappelle les bois et les prairies de la vallée de Fonteno. Le bleu symbolise le lac voisin d'Iseo, dans les eaux duquel se reflètent les quartiers de Xino et Fonteno, représentés par les deux étoiles d'or.
Le gonfalon est un tissu blanc.

## Monuments et patrimoine
En raison de sa position isolée, Fonteno a conservé les caractéristiques d'un petit village agricole de montagne, avec des ruelles étroites, des arcades et des balcons en bois des siècles précédents. Les principaux monuments sont :
- l'église paroissiale des Saints Faustino et Giovita, de style néo-gothique, du XIXe siècle. Le clocher du XVIIIe siècle a été remplacé en 1827 par une nouvelle tour, surélevée en 1930 pour l'harmoniser avec le bâtiment. L'église abrite un orgue à mille tuyaux de 1885, récemment restauré ;
- l'église de San Rocco, XVIe siècle.

Dans la vallée de Fonteno, il y a plus de 300 fermes, protégées par un plan d'urbanisme spécial. Le secteur est parcouru de sentiers avec de nombreux points de vue sur le lac.
Le vaste complexe spéléologique de « Bueno Fonteno » y a été découvert à partir de 2005 ; un développement de près de 32 kilomètres a été exploré, jusqu'à une profondeur de 670 mètres environ.

## Administration
| Période                                  | Période | Identité | Étiquette | Qualité |
| ---------------------------------------- | ------- | -------- | --------- | ------- |
|                                          |         |          |           |         |
| Les données manquantes sont à compléter. |         |          |           |         |

### Hameaux
Xino (it) est l'unique frazione (hameau italien) de la commune.